# Battle City
Battle City (バトルシティー?, Batoru Shitī) è un videogioco sparatutto incentrato sul combattimento tra carri armati sviluppato e pubblicato dalla Namco nel 1985 (attraverso la loro allora sussidiaria Namcot), sulla console 8-bit Famicom.
Trattasi di una miglioria di Tank Battalion, titolo arcade della medesima software house, del quale viene considerato il sequel spirituale, succeduto a sua volta dal vero e proprio seguito Tank Force.
Battle City venne convertito per i cabinati da sala della gamma Nintendo Vs. Series con il titolo VS. Battle City nello stesso anno, per gli home computer FM-7, Sharp X1 e Sharp MZ nel 1986, e per la console portatile Game Boy nel 1991. Quest'ultima è stata cinque anni dopo rilavorata e inclusa nel primo volume di Namco Gallery (ナムコギャラリーVOL.1?).

## Modalità di gioco
Come per Tank Battalion, le battaglie in Battle City si svolgono su dei campi nello stile labirinto disseminati di muri con visuale fissa sopraelevata e dalla conformazione variabile a seconda del livello, che sono in tutto 35. Quando l'ultimo viene superato saranno ripetuti con l'incremento della difficoltà fino al numero 70, dopodiché si ricomincia dal primo (come la maggioranza dei videogiochi dell'epoca non ha un finale).
Il giocatore controlla un carro armato e guadagna punteggi annientando tutti i venti carri nemici che appaiono dalla parte alta, un po' alla volta. Se viene centrato da un loro attacco perde una delle vite a sua disposizione, mentre in caso di distruzione della fortificazione da difendere (un simbolo dell'aquila circondato da mura, posto sulla parte bassa centrale dell'area di gioco), sia da parte nemica che dal proprio accidentale sparo, fa sì che la partita finisca immediatamente.
Riguardo ai carri armati sia il protagonista che gli avversari possono muoversi e sparare nelle quattro direzioni, con la possibilità di demolire gradualmente le mura di mattoni (quelle d'acciaio sono indistruttibili). Di tanto in tanto, bersagliando un carro che lampeggia compare in un qualsiasi punto un power-up con sei casuali effetti: eliminare in un sol colpo tutti i mezzi visibili, conferire invincibilità temporanea, rendere d'acciaio per venti secondi le mura che circondano la base, potenziare l'intensità del fuoco, bloccare tutti i mezzi entro dieci secondi, ottenere una vita extra. E ancora, quelli nemici possono essere di quattro modelli, sempre più pesanti e pericolosi, che vengono introdotti man mano andando avanti con la sessione. Infine, si susseguono anche zone con tre tipi di terreno particolari: arbusti che nascondono alla vista i carri, fiumi non oltrepassabili e lastre di ghiaccio scivolose.
Sulla schermata introduttiva è disponibile la ibrida modalità competitiva/cooperativa per due giocatori, con due carri armati impegnati nella difesa sempre della base. Se si colpiscono a vicenda vengono solo temporaneamente immobilizzati. Al completamento di un livello, colui che ha eliminato il maggior numero di carri riceve il bonus di 1000 punti (altrimenti nulla se pareggiano). Una sfida termina dopo che entrambi esauriscono le vite o quando un nemico distrugge in pieno il forte, e chi avrà totalizzato il punteggio più alto ne risulta il vincitore.
Eccetto quelle arcade e Game Boy, in tutte le altre versioni è presente un editor di livelli denominato "Construction".

### Versione per Game Boy
Consta di 50 livelli unici e prevede l'area del campo di battaglia più grande dello schermo, scorrevole muovendo il carro armato nella direzione desiderata e con a disposizione del giocatore di un piccolo radar (visualizzato al centro della parte inferiore), che permette di localizzare i nemici. La nuova versione compresa in Namco Gallery Vol. 1, supportante anche la periferica Super Game Boy, presenta due novità: l'opzione per l'inserimento della password e "Fix Mode", modalità in cui è consentito giocare senza usufruire del radar, poiché l'area viene mostrata per intero riducendone le dimensioni.
Il multigiocatore è possibile anche su questa console collegandone due via Game Link Cable, ma solo mediante il gioco originale. A differenza delle controparti casalinghe la sfida qui avviene in un livello singolo, dove i carri oltre a comparire ininterrottamente non fanno ottenere punti mentre vengono eliminati.

## Emulazioni
La versione Famicom originale emulata è presente nell'edizione giapponese di Star Fox: Assault sul Nintendo GameCube come contenuto sbloccabile, insieme a Xevious e Star Luster; in passato fu resa scaricabile per Wii, Nintendo 3DS e Wii U tramite Virtual Console. Nei tempi più recenti, Bandai Namco Entertainment la inserisce in una raccolta unica di titoli casalinghi della ex compagnia, che in Giappone è intitolata Namcot Collection (Namco Museum Archives in Occidente, invece suddivisa in due volumi).

## Eredità
Numerosi sono i cloni e gli hack di Battle City. Il più noto di tutti era Tank 1990 (90坦克S, 90 TǎnkèP), ossia la versione contraffatta diffusa in cloni hardware del NES e/o apposite cartucce multigioco pirata, realizzata in Cina dalla Yanshan Software (YS) del programmatore Fù Zàn. Vi si introducono molti elementi e opzioni aggiuntive.
Negli anni 2010, Bandai Namco Entertainment pubblicò su mobile due titoli derivati: Battle City Blitz (conosciuto nelle regioni occidentali come Tank Battalion Blitz) per iOS nel 2011, sviluppato internamente, mentre per iOS e Android nel 2017 Battle City Dengeki Sakusen Offline (バトルシティ電撃作戦 オフライン?), prodotto da Happymeal e uscito solo in Giappone.